# Bellezas indomables
Bellezas indomables es una telenovela mexicana producida por José Solano y transmitida por TV Azteca en 2007.
Protagonizada por Claudia Álvarez, Marcela Ruíz Esparza, Cinthia Vázquez, Natalia Farías y Yahir, junto a Betty Monroe y Tomás Goros en los roles antagónicos

## Historia
Tres valientes y hermosas hermanas, María Fernanda (Claudia Álvarez), María Ángeles (Marcela Ruíz Esparza) y María Soledad (Natalia Farías); las bellas Urquillo son jovencitas que disfrutan de un mundo de lujo y alegre frivolidad, hasta que la traición y la codicia de dos villanos les arrebatan todo. 
Berenice Díaz Ojeda (Betty Monroe), la secretaria de Rodrigo Urquillo (Fernando Sarfatti), padre de las tres hermanas busca quedarse con toda la fortuna de su jefe; por lo que piensa seducirlo hasta que él decide casarse con ella. Por otro lado esta Gregorio Ayerza (Tomás Goros), un hombre corrupto y de mala entraña; fue amante de Patricia Monser (Claudia Álvarez), madre de las hermanas y quien murió en un terrible accidente. Gregorio busca el amor de Fernanda, quien es igual a su madre y separarla de su  primer amor, Manuel Molina (Yahir), quien ha sido fiel a toda la familia Urquillo y buscara ayudarles a recuperar lo que estos villanos le han arrebatado.
Cuando Berenice se casa con Rodrigo, Ángeles la descubre teniendo relaciones con Gregorio, cuando ella corre para acusarlos Gregorio manda a secuestrarla y contrata a Diego López (Carlos Torres) para que la mate y se lleve a la tumba el secreto de su relación con Berenice. Sin embargo, Diego al verse atraído por Ángeles, finge matarla para que Ángeles pueda consumar su venganza, comenzando por operarse la cara para cubrir su identidad.
Soledad (Natalia Farías), la menor de las hermanas está enamorada del hijo de Gregorio, Ignacio (Fernando Alonso), a quien desde niña ha amado, ambos lucharan por su amor hasta las últimas consecuencias.
En esta ardua batalla Fernanda, Ángeles y Soledad descubrirán el amor, enfrentaran al destino y buscaran obtener justicia, Su esfuerzo y sacrificio serán recompensados cuando ellas vuelvan a reencontrarse y vivan el amor a plenitud.

## Elenco
- Claudia Álvarez - María Fernanda "Mafe" Urquillo Monser / Patricia Monser de Urquillo
- Yahir - Manuel Molina / Fernando Blanco
- Betty Monroe - Berenice Díaz Ojeda Vda. de Urquillo / Yesmina Vda. de Fadul
- Tomás Goros - Gregorio Ayerza
- Carlos Torres - Diego López
- Marcela Ruíz Esparza - María Ángeles Urquillo Monser # 1
- Cinthia Vázquez - María Ángeles Urquillo Monser # 2 / Ana Hernández
- Natalia Farías - María Soledad Urquillo Monser
- Fernando Alonso - Ignacio Ayerza
- Alberto Casanova - Juan López
- Ana Belena - Julieta Lorosqui
- Cynthia Rodríguez - Vilma Díaz Ojeda
- Carmen Delgado - Carmen Vda. de López
- Erick Chapa - Hugo
- María de la Fuente - Roxana De Castañeda
- Guillermo Quintanilla - Dr. Alberto Morales
- Mayra Rojas - Guadalupe "Lupe" Molina de Morales
- Fernando Sarfati - Rodrigo Urquillo Lacro
- Adrián Herrera - Pablo "Pablito" Ayerza / Pablo "Pablito" Molina Urquillo
- Aline Hernández - Sabrina
- Andrea Escalona - Mara
- Sylvia Sáenz - Brenda
- Claudia Cervantes - Virginia
- Sergio Klainer - Gianmarco
- Fabián Peña - Padre Braulio
- Karla Rico - Sor Victoria
- Larissa Mendizábal - Sor Isabel
- Angélica Magaña - Lourdes
- Eva Prado - Victoria Uribe
- Alan Alarcón - Federico Morales Uribe
- Nancy Barrera - Rosa "Rosita" López Miranda
- Aarón Beas - Alejandro
- Daniela Garmendia - Florencia Suárez
- Alejandra Urdiain - Yamila
- Grace Uriegas - Diana
- Sandra Quiroz - Rita
- Roberto Leyva - Elvar Fadul
- Cecilia Constantino - Amaranta
- Tatiana Martínez - Rosario
- Estela Cano - Mayte
- Abel Fernando - Benicio
- Manuel Bonilla - Hombre misterioso
- Audrey Moreno - Maripaz
- Marco de la O - Joaquín Fernández
- Fidel Garriga - Marcos Lorosqui
- María Luisa Vázquez - Rebeca Morales
- Raúl Osorio - Jiménez
- Raki Ríos - Ramírez
- Néstor Mendoza - Arturo